# Liste von Terroranschlägen im Jahr 1970
Die Liste von Terroranschlägen im Jahr 1970 enthält eine unvollständige Auswahl von Terroranschlägen, die im Jahr 1970 passierten. Attentate werden gesondert in der Liste bekannter Attentate behandelt. Die Liste von Sprengstoffanschlägen listet auch nichtterroristische Anschläge. Die Liste von Flugzeugentführungen enthält eine Liste mit meist terroristischem Hintergrund. Im Artikel Rechtsterrorismus werden weitere terroristische Anschläge aufgezählt.

## Erläuterung
In der Spalte Politische Ausrichtung ist die politische bzw. weltanschauliche Einordnung der Täter angegeben: faschistisch, rassistisch, nationalistisch, nationalsozialistisch, sozialistisch, kommunistisch, antiimperialistisch, islamistisch (schiitisch, sunnitisch, deobandisch, salafistisch, wahhabitisch), hinduistisch. Bei vorrangig auf staatliche Unabhängigkeit oder Autonomie zielender Ausrichtung ist autonomistisch vorangestellt, gefolgt von der Region oder der Volksgruppe und ggf. weiteren Merkmalen der Täter: armenisch, irisch (katholisch), kurdisch, tirolisch, tschetschenisch, dagestanisch, punjabisch (sikhistisch), palästinensisch.
Die Opferzahlen der Anschläge werden farbig dargestellt:

Die Zahl bei den Anschlägen getöteter/verletzter Täter ist in Klammern ( ) gesetzt.

## Januar
| Datum/Beginn    | Betroffenes Land | Anschlag                  | Täter                  | Politische Ausrichtung                 | Mittel        | Ziel           | Tote | Verletzte | Hintergrund |
| --------------- | ---------------- | ------------------------- | ---------------------- | -------------------------------------- | ------------- | -------------- | ---- | --------- | ----------- |
| 14. Januar 1970 | USA              | Anschlag in Champaign     | Schwarze Nationalisten | sozialistisch, schwarz-nationalistisch | 2 Brandbomben | Polizeistation | 0    | 1         |             |
| 25. Januar 1970 | USA              | Anschlag in New York City | Schwarze Nationalisten | sozialistisch, schwarz-nationalistisch | Schusswaffen  | Polizisten     | 0    | 2         |             |

## Februar
| Datum/Beginn     | Betroffenes Land                                 | Anschlag                                                                     | Täter                             | Politische Ausrichtung                                                                                        | Mittel                | Ziel                               | Tote | Verletzte | Hintergrund                           |
| ---------------- | ------------------------------------------------ | ---------------------------------------------------------------------------- | --------------------------------- | --- | --------------------- | ---------------------------------- | ---- | --------- | ------------------------------------- |
| 10. Februar 1970 | Bundesrepublik Deutschland                       | Anschlag in München                                                          | DFLP                              | palästinensisch-nationalistisch, maoistisch, antizionistisch, marxistisch-leninistisch, links-nationalistisch | Granate, Schusswaffen | El-Al-Passagiere in Bus, Flughafen | 1    | 11        | Israelisch-Palästinensischer Konflikt |
| 13. Februar 1970 | Bundesrepublik Deutschland                       | Brandanschlag auf das Altenheim der Israelitischen Kultusgemeinde in München |                                   | | Brandbeschleuniger    | Jüdisches Altenheim                | 7    | 9         |                                       |
| 13. Februar 1970 | USA                                              | Anschlag in Berkeley                                                         | vermutlich Schwarze Nationalisten | sozialistisch, schwarz-nationalistisch                                                                        | 2 Sprengsätze         | Polizeistation                     | 0    | 7         |                                       |
| 15. Februar 1970 | USA                                              | Anschlag in Eugene                                                           | Radikale Studenten                | | Brandstiftung         | Gebäude                            | 0    | 1         |                                       |
| 16. Februar 1970 | USA                                              | Anschlag in San Francisco                                                    |                                   | | Sprengstoff           | Polizeistation                     | 1    | 0         |                                       |
| 21. Februar 1970 | Österreich / Bundesrepublik Deutschland / Israel | Austrian Airlines Caravelle OE-LCU                                           | PFLP                              | autonomistisch, palästinensisch-kommunistisch                                                                 | Sprengstoff           | Flugzeug                           | 0    | 0         | Israelisch-Palästinensischer Konflikt |
| 21. Februar 1970 | Schweiz                                          | Swissair-Flug 330                                                            | PFLP-GC                           | autonomistisch, palästinensisch-kommunistisch                                                                 | Sprengstoff           | Flugzeug                           | 47   | 0         | Israelisch-Palästinensischer Konflikt |

## März
| Datum/Beginn  | Betroffenes Land | Anschlag                        | Täter                            | Politische Ausrichtung           | Mittel        | Ziel       | Tote | Verletzte | Hintergrund |
| ------------- | ---------------- | ------------------------------- | -------------------------------- | -------------------------------- | ------------- | ---------- | ---- | --------- | ----------- |
| 16. März 1970 | USA              | Anschlag in San Bernardino      | White Supremacist                | rechtsextremistisch, rassistisch | Brandbomben   | Gebäude    | 0    | 1         |             |
| 21. März 1970 | USA              | Anschlagsserie in New York City | Puerto Rican Resistance Movement |                                  | Brandstiftung | Kaufhäuser | 0    | 1         |             |
| 22. März 1970 | USA              | Anschlag in New York City       | vermutlich Black Panther Party   |                                  | Rohrbombe     | Nachtclub  | 0    | 17        |             |

## April
| Datum/Beginn   | Betroffenes Land | Anschlag                 | Täter               | Politische Ausrichtung                 | Mittel         | Ziel                                | Tote | Verletzte | Hintergrund        |
| -------------- | ---------------- | ------------------------ | ------------------- | -------------------------------------- | -------------- | ----------------------------------- | ---- | --------- | ------------------ |
| 03. April 1970 | Irland           | Anschlag in Dublin       | Saor Éire           | irisch-republikanisch                  | Schusswaffe    | Zivilist                            | 1    |           | Nordirlandkonflikt |
| 11. April 1970 | USA              | Anschlag in Freeport     |                     |                                        | Brandstiftung  | Tank auf Dow-Chemical-Fabrikgelände | 0    | 5         |                    |
| 21. April 1970 | Philippinen      | Anschlag in Cauayan City |                     |                                        | Sprengstoff    | Philippine-Airlines-Flughafen       | 36   | 0         |                    |
| 24. April 1970 | USA              | Anschlag in Baltimore    | Black Panther Party | sozialistisch, schwarz-nationalistisch | Schusswaffe(n) | Polizisten in ihrem Wagen           | 1    | 1         |                    |

## Mai
| Datum/Beginn | Betroffenes Land | Anschlag                   | Täter                                                       | Politische Ausrichtung                           | Mittel        | Ziel                                                       | Tote | Verletzte | Hintergrund                           |
| ------------ | ---------------- | -------------------------- | ----------------------------------------------------------- | ------------------------------------------------ | ------------- | ---------------------------------------------------------- | ---- | --------- | ------------------------------------- |
| 01. Mai 1970 | USA              | Anschläge in New York City | vermutlich Armed Revolutionary Independence Movement (MIRA) | autonomistisch, puerto-ricanisch nationalistisch | 4 Sprengsätze | Theater                                                    | 0    | 11        |                                       |
| 09. Mai 1970 | USA              | Anschlag in New York City  | Stop the War Coalition                                      |                                                  | Brandstiftung | Gebäude auf dem Brooklyn-Campus der Long Island University | 0    | 12        | Vietnamkrieg                          |
| 22. Mai 1970 | Israel           | Avivim-Schulbus-Anschlag   | PFLP-GC                                                     | autonomistisch-palästinensisch                   | Granaten      | Schulbus                                                   | 12   | 25        | Israelisch-Palästinensischer Konflikt |
| 22. Mai 1970 | USA              | Anschlag in New York City  | Jewish Defense League                                       | rechtsextremistisch                              | Axt           | 2 Büros palästinensischer Befreiungsorganisationen         | 0    | 3         |                                       |

## Juni
| Datum/Beginn  | Betroffenes Land       | Anschlag                         | Täter                          | Politische Ausrichtung                               | Mittel                       | Ziel                       | Tote   | Verletzte | Hintergrund        |
| ------------- | ---------------------- | -------------------------------- | ------------------------------ | ---------------------------------------------------- | ---------------------------- | -------------------------- | ------ | --------- | ------------------ |
| 02. Juni 1970 | Philippinen            | Anschlag in Roxas City           |                                |                                                      | Sprengstoff                  | Philippine Airlines        | 1      | 12        |                    |
| 13. Juni 1970 | USA                    | Anschlag in Des Moines           | vermutlich Black Panther Party |                                                      | Sprengstoff                  | Des Moines-Handelskammer   | 0      | 20        |                    |
| 26. Juni 1970 | Vereinigtes Königreich | Anschlag in Londonderry          | IRA                            | autonomistisch, irisch-republikanisch, katholisch    | Brandstiftung                | Zivilisten                 | 2 (+3) |           | Nordirlandkonflikt |
| 27. Juni 1970 | Vereinigtes Königreich | Anschlag in Londonderry          | IRA                            | autonomistisch, irisch-republikanisch, katholisch    | Schusswaffe                  | Protestantische Zivilisten | 3      |           | Nordirlandkonflikt |
| 27. Juni 1970 | Vereinigtes Königreich | Anschlag in Belfast              | IRA                            | autonomistisch, irisch-republikanisch, katholisch    | Schusswaffe                  | Protestantischer Zivilist  | 1      |           | Nordirlandkonflikt |
| 27. Juni 1970 | Vereinigtes Königreich | Anschlag in Belfast              | IRA                            | autonomistisch, irisch-republikanisch, katholisch    | Schusswaffe                  | Protestantischer Zivilist  | 1      |           | Nordirlandkonflikt |
| 27. Juni 1970 | Vereinigtes Königreich | Anschlag in Belfast              | UVF                            | protestantisch-unionistisch, loyalistisch            | Schusswaffe, Molotowcocktail | Zivilisten                 | 3      | 1         | Nordirlandkonflikt |
| 27. Juni 1970 | Vereinigtes Königreich | Straßenschlacht von St Matthew’s | PIRA / Loyalisten              | autonomistisch, irisch-republikanisch / loyalistisch | Schusswaffen                 |                            | 6      | 26        | Nordirlandkonflikt |

## Juli
| Datum/Beginn  | Betroffenes Land | Anschlag                 | Täter                                                                                        | Politische Ausrichtung                              | Mittel      | Ziel | Tote | Verletzte | Hintergrund |
| ------------- | ---------------- | ------------------------ | -------------------------------------------------------------------------------------------- | --------------------------------------------------- | ----------- | ---- | ---- | --------- | ----------- |
| 22. Juli 1970 | Italien          | Attentat von Gioia Tauro | Vito Silverini, Vincenzo Caracciolo, Giuseppe Scarcella (Avanguardia Nazionale, ’Ndrangheta) | rechtsextremistisch, neonazistisch, neofaschistisch | Sprengstoff | Zug  | 6    | 66        |             |

## August
| Datum/Beginn    | Betroffenes Land       | Anschlag                | Täter                         | Politische Ausrichtung                            | Mittel                 | Ziel                            | Tote | Verletzte | Hintergrund        |
| --------------- | ---------------------- | ----------------------- | ----------------------------- | ------------------------------------------------- | ---------------------- | ------------------------------- | ---- | --------- | ------------------ |
| 07. August 1970 | USA                    | Anschlag in San Rafael  | Jonathan Jackson Brigade      |                                                   | Schrotflinte, Pistolen | Gerichtsgebäude                 | 4    | 2         |                    |
| 11. August 1970 | USA                    | Anschlag in New Bedford |                               |                                                   | Schrotflinte(n)        | Afroamerikanische Jugendliche   | 1    | 3         |                    |
| 11. August 1970 | Vereinigtes Königreich | Anschlag in Crossmaglen | IRA                           | autonomistisch, irisch-republikanisch, katholisch | Sprengfalle            | Polizisten                      | 2    |           | Nordirlandkonflikt |
| 17. August 1970 | USA                    | Anschlag in Omaha       | Black Panthers                | sozialistisch, schwarz-nationalistisch            | Sprengstoff            | Gebäude                         | 1    | 7         |                    |
| 24. August 1970 | USA                    | Anschlag in Madison     | Anti-Vietnamkrieg-Extremisten |                                                   | Sprengstoff            | University of Wisconsin–Madison | 1    | 3         |                    |

## September
| Datum/Beginn       | Betroffenes Land       | Anschlag            | Täter                       | Politische Ausrichtung                            | Mittel      | Ziel                      | Tote | Verletzte | Hintergrund        |
| ------------------ | ---------------------- | ------------------- | --------------------------- | ------------------------------------------------- | ----------- | ------------------------- | ---- | --------- | ------------------ |
| 04. September 1970 | Vereinigtes Königreich | Anschlag in Belfast | IRA                         | autonomistisch, irisch-republikanisch, katholisch | Sprengsatz  | IRA-Mitglied              | 1    |           | Nordirlandkonflikt |
| 30. September 1970 | Vereinigtes Königreich | Anschlag in Belfast | Protestantische Extremisten | protestantisch-unionistisch                       | Schusswaffe | Protestantischer Zivilist | 1    |           | Nordirlandkonflikt |

## November
| Datum/Beginn      | Betroffenes Land       | Anschlag            | Täter | Politische Ausrichtung                            | Mittel      | Ziel                   | Tote | Verletzte | Hintergrund        |
| ----------------- | ---------------------- | ------------------- | ----- | ------------------------------------------------- | ----------- | ---------------------- | ---- | --------- | ------------------ |
| 16. November 1970 | Vereinigtes Königreich | Anschlag in Belfast | IRA   | autonomistisch, irisch-republikanisch, katholisch | Schusswaffe | Katholische Zivilisten | 2    |           | Nordirlandkonflikt |

## Dezember
| Datum/Beginn      | Betroffenes Land       | Anschlag             | Täter                              | Politische Ausrichtung | Mittel      | Ziel                                     | Tote | Verletzte | Hintergrund        |
| ----------------- | ---------------------- | -------------------- | ---------------------------------- | ---------------------- | ----------- | ---------------------------------------- | ---- | --------- | ------------------ |
| 11. Dezember 1970 | USA                    | Anschlag in Lawrence |                                    |                        | Sprengstoff | Computerzentrum der University of Kansas | 0    | 3         |                    |
| 23. Dezember 1970 | Vereinigtes Königreich | Anschlag in Belfast  | Irisch-republikanische Extremisten | irisch-republikanisch  | Schusswaffe | Protestantischer Zivilist                | 1    |           | Nordirlandkonflikt |